# John Robinson (aviateur)
Pour les articles homonymes, voir John Robinson et Robinson.
John Charles Robinson, né le 24 août 1903 à Carrabelle et mort le 8 avril 1954 à Addis-Abeba, est un aviateur et militant américain.

## Biographie
Il est connu comme le « Brown Condor » pour son engagement dans l'armée de l'air éthiopienne impériale contre l'Italie fasciste dans la Seconde guerre italo-éthiopienne.
Robinson a milité pour l'égalité des chances pour les Afro-Américains au début de sa carrière et a été en mesure d'ouvrir sa propre école d'aviation en plus de lancer un programme pour les pilotes noirs à son université, le Tuskegee Institute. Les réalisations de Robinson comme aviateur sont en contraste frappant avec les possibilités limitées pour la plupart des Afro-américains dans l'aviation et il a été un facteur important dans la réduction des interdictions fondées sur des notions raciales aux États-Unis.
Robinson est aussi parfois appelé le « père des Tuskegee Airmen » pour avoir inspiré cet ensemble de pilotes noirs qui ont servi les États-Unis dans la Seconde Guerre mondiale.